# RTVE
Corporación de Radio y Televisión Española, S.A (RTVE, deutsch Spanische Radio- und Fernsehkorporation) ist die öffentlich-rechtliche Rundfunkgesellschaft Spaniens mit Sitz in Madrid. Sie ist zugleich die größte Rundfunkgesellschaft Spaniens. Seit 2010 wird der Großteil der Kosten des Senders durch öffentliche Gelder finanziert.
Die Gesellschaft besteht aus den Bereichen Televisión Española (TVE) für das Fernsehen und Radio Nacional de España (RNE) für den Hörfunk. Zu RTVE gehören auch das Instituto Oficial de Radio y Televisión (IORTV) sowie das Sinfonieorchester Orquesta Sinfónica y Coro de RTVE.

## Geschichte

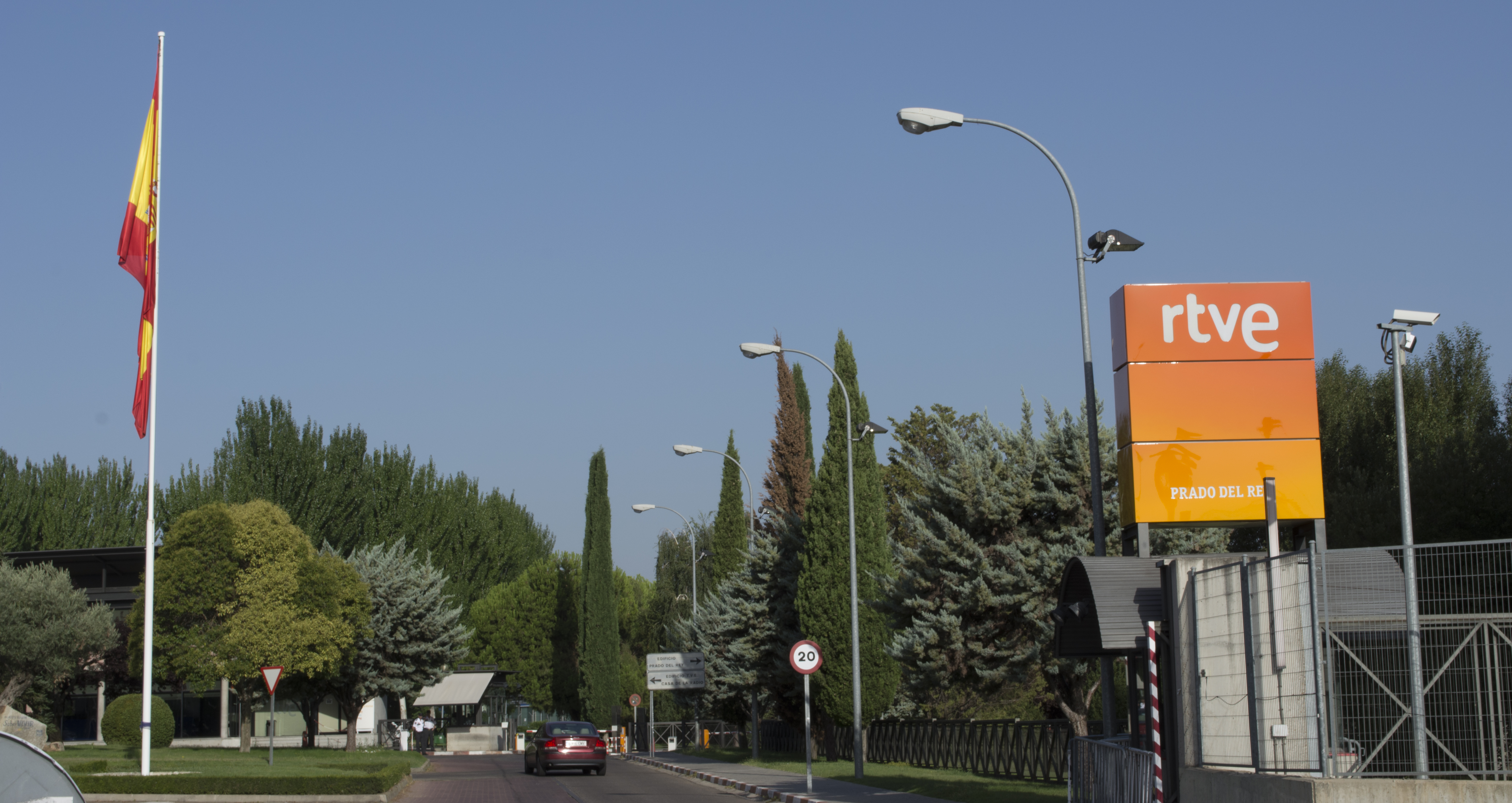
Sitz von RTVE in Madrid

RTVE hat seit seiner ersten Ausstrahlung verschiedene politische und gesellschaftliche Positionen vertreten. Darüber hinaus wurde die Struktur des Senders häufiger überarbeitet.
RTVE startete im Jahre 1937 mit ersten Radioübertragungen aus der Stadt Salamanca über das Radio Radio Nacional de España (RNE). In den ersten Jahren diente das Radio als Propagandamittel der Nationalisten während des Spanischen Bürgerkrieges. Später wurde es von Francisco Franco genutzt, um die spanische Bevölkerung über Nachrichten zu informieren. 1955 wurde RNE Teil der Europäischen Rundfunkunion.
Das Fernsehen Televisión Española (TVE) wurde erst im Oktober 1956 in Spanien eingeführt. So wurde TVE erst 1960 Mitglied der Europäischen Rundfunkunion. Erst im Oktober 1973 wurden die zwei Sender Televisión Española (TVE) und Radio Nacional de España (RNE) zusammengelegt zum Servicio Público Centralizado RadioTelevisión Española.
Weitere Fusionen folgten 1977, als RTVE als autonome Organisation entstand. Bis 1980, also noch während der Transition in Spanien, war die Anstalt Teil des spanischen Ministeriums für Information und Tourismus und damit eine Regierungsorganisation. Mit Inkrafttreten des Estatuto de la Radio y la Televisión im Jahr 1980 folgte dann eine Umstrukturierung durch den Staat, die RTVE zur öffentlichen Körperschaft mit eigener Rechtspersönlichkeit machte. 1989 wurde der kommerzielle Radiosender RCE in RNE integriert, welcher, anders als TVE und RNE, Werbung schalten durfte.
Im Einklang mit dem Gesetz zum staatlichen Radio und Fernsehen vom 5. Juni 2006 und angesichts des enormen finanziellen Defizites, wurde der Ente Público RadioTelevisión Española aufgelöst und zum 1. Januar 2007 die Corporación de Radio y Televisión Española, S.A (RTVE) als eine staatliche Handelsgesellschaft neu gegründet. Damit erhielt RTVE mehr Kontrolle über die öffentlich-rechtlichen Rundfunkdienste in Spanien.
Ende 2011 kündigte die neu gewählte spanische Regierung an, im Zuge von allgemeinen Sparmaßnahmen zum Abbau der Staatsverschuldung den RTVE-Haushalt für 2012 um 204 Millionen Euro kürzen zu wollen, was rund einem Viertel der Gesamteinnahmen der Gesellschaft entspricht.
Im Dezember 2018 veröffentlichte RTVE Filmoteca Española, welcher erreichbar über das Internet ist und über 4000 Videos von spanischen Filmen und Dokumentationen enthält.

## Fernsehen
Televisión Española (TVE) ist zuständig für den Rundfunk und unterhält dabei verschiedene Programme. Von TVE werden als Inlandssender das erste Programm La 1 und das zweite Programm TVE La 2 betrieben. Das international verbreitete Programm TVE Internacional bietet einen Querschnitt dieser beiden Programme, dazu gehört zum Beispiel auch die Nachrichtensendung Telediario.
TVEi wurde speziell für Zuschauer aus dem Ausland entworfen, da mit Ausnahme von TVEi und Canal 24 Horas sämtliche TVE-Kanäle über Satellit verschlüsselt gesendet werden. Entsprechende Decoder-Karten sind lediglich in Spanien erhältlich. Dadurch soll die Erreichbarkeit auf Wunsch der Filmindustrie auf Spanien beschränkt werden. Da die Programme somit in anderen spanischsprachigen Länder nicht zu empfangen sind, verlangt die Filmindustrie im Gegenzug geringere Lizenzgebühren. Im Jahr 2003 hat RTVE mehr als 300 Filme produziert.
| Logo | Name              | Schwerpunkt |
| ---- | ----------------- | --- |
|      | La 1              | Überträgt Nachrichten, Dokumentationen, Magazine, TV-Serien, Filme (bevorzugt in Spanisch) und populäre Sportwettbewerbe. Ist Spaniens erster Fernsehsender und der drittmeist geschaute Fernsehsender in Spanien. |
|      | La 2              | Überträgt kulturelle Sendungen, nordamerikanische Sendungen, Dokumentationen, spanische und europäische Filme, Nachrichten, Debatten und Musicals.                                                                 |
|      | Clan              | Kinderkanal von RTVE, überträgt abends auch Sendungen für Jugendliche. |
|      | Teledeporte       | Überträgt Sportsendungen, die auf La 1 und La 2 aufgrund von niedrigeren Zuschauerinteresse keinen Platz finden.                                                                                                   |
|      | Canal 24 Horas    | Überträgt 24 Stunden lang Nachrichten, Debatten, Analysen und Interviews. |
|      | La 1 UHD          | La 1 in UHD. |
|      | TVE Internacional | Internationaler Sender von RTVE. Überträgt TVE Inhalte weltweit. |
|      | Star TVE HD       | Internationaler Entertainment Sender von RTVE. Überträgt allerdings nur nach Südamerika. |

## Hörfunk
Radio Nacional de España (RNE) ist zuständig für den Hörfunk und unterhält dabei sechs verschiedene Programme.
| Logo | Name                     | Schwerpunkt                                                                         |
| ---- | ------------------------ | ----------------------------------------------------------------------------------- |
|      | Radio Nacional           | Sendet Nachrichten und allgemeine Wortprogramme.                                    |
|      | Radio Clásica            | Das Kulturprogramm sendet klassische Musik.                                         |
|      | Radio 3                  | Ein Kulturprogramm für eine jüngere Zielgruppe mit Musik außerhalb des Mainstreams. |
|      | Ràdio 4                  | Sendet ein Programm auf Katalanisch.                                                |
|      | Radio 5                  | Überträgt 24 Stunden lang ein Nachrichtenprogramme (todo noticias).                 |
|      | Radio Exterior de España | Der spanische Auslandsdienst.                                                       |

## Kritik und Unabhängigkeit
Zu unkritisch, zu regierungsfreundlich – solche Kritik gibt es seit Jahren am spanischen Staatsfernsehen RTVE. Trotzdem genießt RTVE mit seinen Sendern bei den Bürgern Spaniens laut swissinfo den Ruf als eine unabhängige Sendeanstalt. Jedoch nahmen in den Jahren ab 2000 die Beschwerden von Journalisten und Bürgern bezüglich einer Einmischung der Regierung bei heiklen politischen Themen zu.
Journalisten von TVE beschwerten sich ab 2017 über den Einfluss der Regierungspartei auf den öffentlichen Sender. Am Tag des Katalonien-Referendums hätte die Rundfunkanstalt darüber pausenlos berichten müssen, sagte ein Mitarbeiter dem NDR. Kein zusätzliches Kamerateam wurde nach Katalonien geschickt, um über die Vorgänge zu berichten.
Der Redaktionsausschuss von Televisión Española ist eine Art internes Kontroll-Gremium. Der Ausschuss legte 2018 senderintern eine 72-seitige Kritik der eigenen Katalonien-Berichterstattung vor. Darin schreibt er von „schlechten Standards“, „Zensur“ und „fehlender Pluralität“ bei TVE. Der Ausschuss hat den Eindruck, der Sender schlage sich in dem Konflikt eindeutig auf die Seite der konservativen Zentralregierung. In Talk-Runden kämen so gut wie keine Befürworter des Referendums vor.

## Anhang